# Andrea Mátay
Andrea Mátay-Erős, madžarska atletinja, * 27. september 1955, Budimpešta, Madžarska. 
Nastopila je na poletnih olimpijskih igrah v letih 1976 in 1980, dosegla je deveto in deseto mesto v skoku v višino. Na evropskih dvoranskih prvenstvih je osvojila naslov prvakinje leta 1979 in podprvakinje leta 1980. 